# Milano Marittima
Pour les articles homonymes, voir Milano (homonymie).
Milano Marittima est une frazione de la ville italienne de Cervia, dans la province de Ravenne, dans la région Émilie-Romagne, très renommée pour sa vocation touristique, surtout pour une élite, et fréquentée par beaucoup de jeunes en raison de la présence de nombreuses discothèques.

## Historique
La naissance et le développement de Milano Marittima remontent au début du XXe siècle, lorsque Cervia était une petite ville de 9 000 habitants et se basait sur une économie traditionnelle, liée pour une large mesure à la production du sel, à l'agriculture et à la pêche.
Cependant vers la fin des années 1880, une première phase de développement touristique avait déjà commencé, favorisée par l'amélioration des conditions d'hygiène et de santé d'un territoire considéré jusqu'alors comme insalubre et à la construction du chemin de fer, d'abord avec le tracé Ravenne - Cervia en 1884, ensuite avec le tracé Ferrare - Ravenne - Rimini en 1889.
C’est de 1882 que datent les premiers « établissements balnéaires » qui choisirent Cervia comme lieu de villégiature.
En 1907 fut conclue une convention entre l'administration communale de Cervia et les Maffei, l'une des plus importantes familles de Milan, au terme de laquelle la commune cédait à la société lombarde une vaste zone d'alluvions marines avec l'obligation pour le concessionnaire d’y construire des villas, parcs et jardins, pour créer ainsi une nouvelle zone balnéaire. Celle-ci fut dénommée « Milano Marittima », nom qui confirmait le fort lien avec le milieu milanais.
Le 1er juin 1911 fut constituée la « Societé Milano Marittima pour le développement de la plage de Cervia. » Parmi les fondateurs de cette société, le peintre Giuseppe Palanti reprit la théorie de Ebenezer Howard au sujet de la « Garden City » (« Cité jardin »), un projet d’urbanisation très original, qui projetait le développement d'une cité nouvelle où les résidences touristiques devaient se fondre avec la nature ambiante.
Cela concernait une cité moderne de vacances pour la moyenne bourgeoisie lombarde, entièrement construite avec une série de villas sagement insérées dans la luxuriante pinède.
Ainsi débuta le développement urbanistique qui, malgré l’interruption au moment du premier conflit mondial, continua avec toujours plus d’ampleur jusque dans les années 1920.
Le 20 octobre 1927, Cervia fut reconnue, par décret ministériel, « Centre de cure, de séjour et de tourisme », grâce aussi à la présence de la nouvelle cité de Milano Marittima ; ainsi à partir de cette année, les projets de construction concernèrent non seulement les villas mais aussi des hôtels, des auberges, des colonies de vacances et des restaurants.
Le développement touristique devint plus intense dans les années 1930, pour s’interrompre de nouveau avec le second conflit mondial et reprit dans l'après-guerre, à partir des années 1955-60, faisant de la cité l'un des centres balnéaires les plus renommés d'Italie.

## Galerie de photos

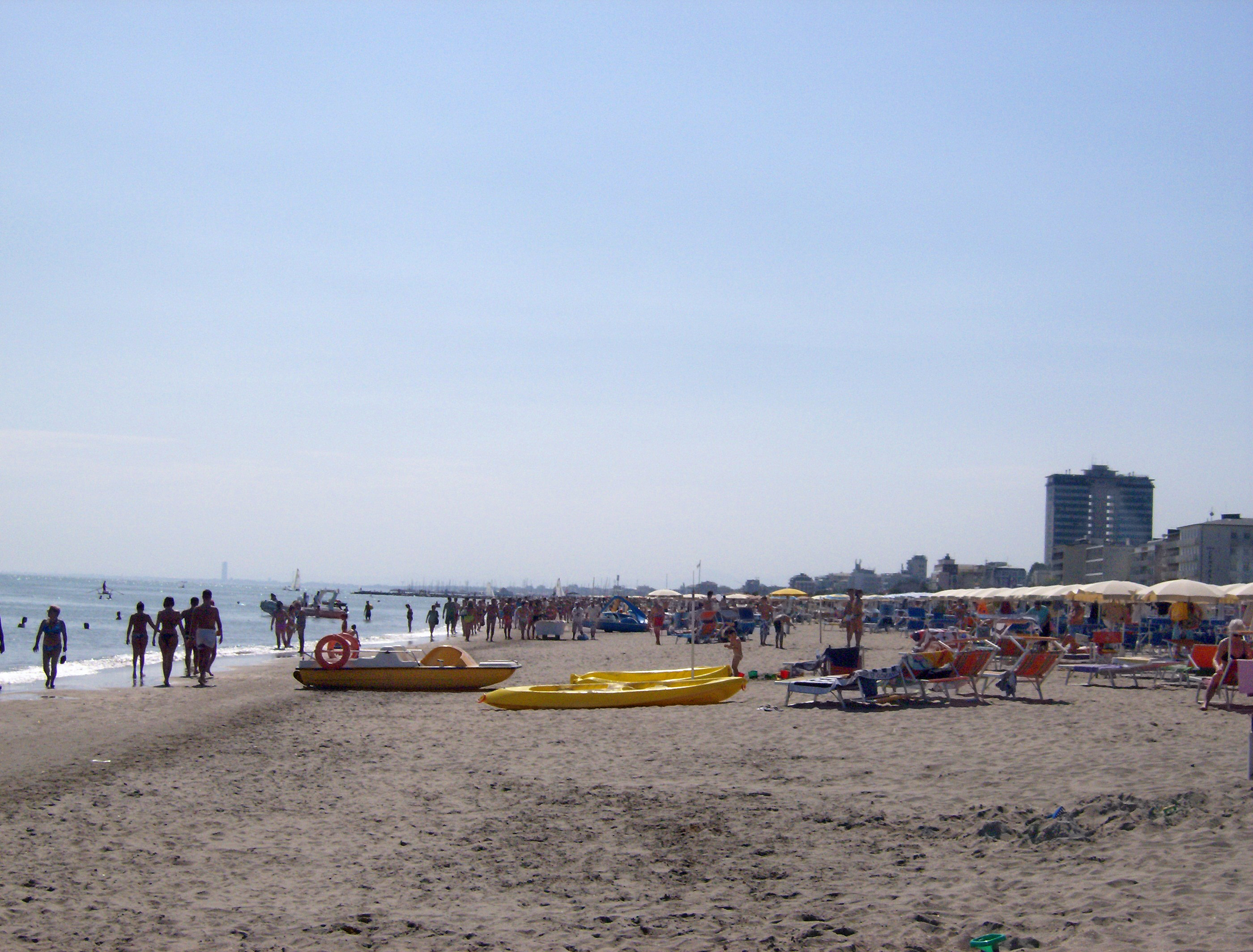
La plage
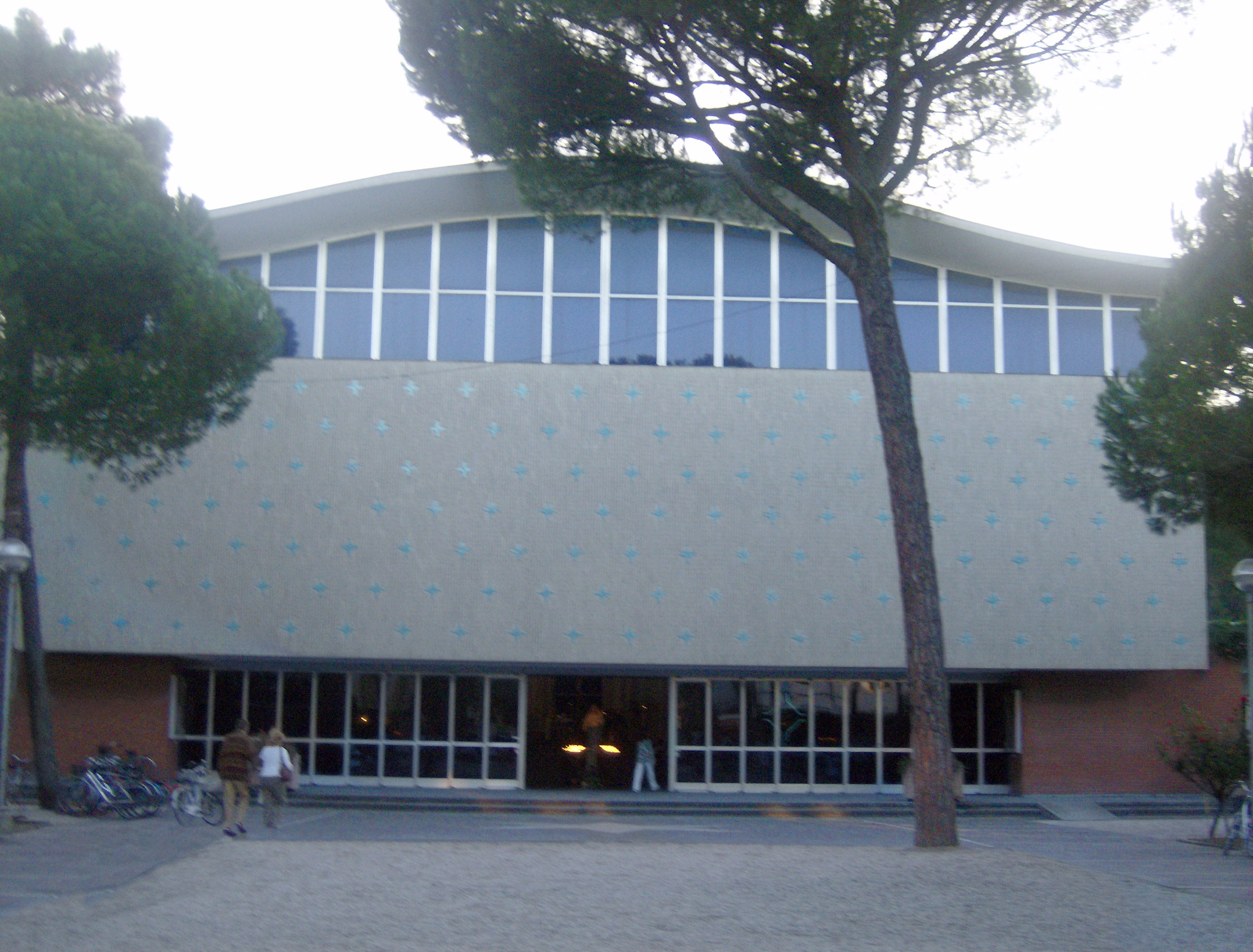
L'église de Stella Maris
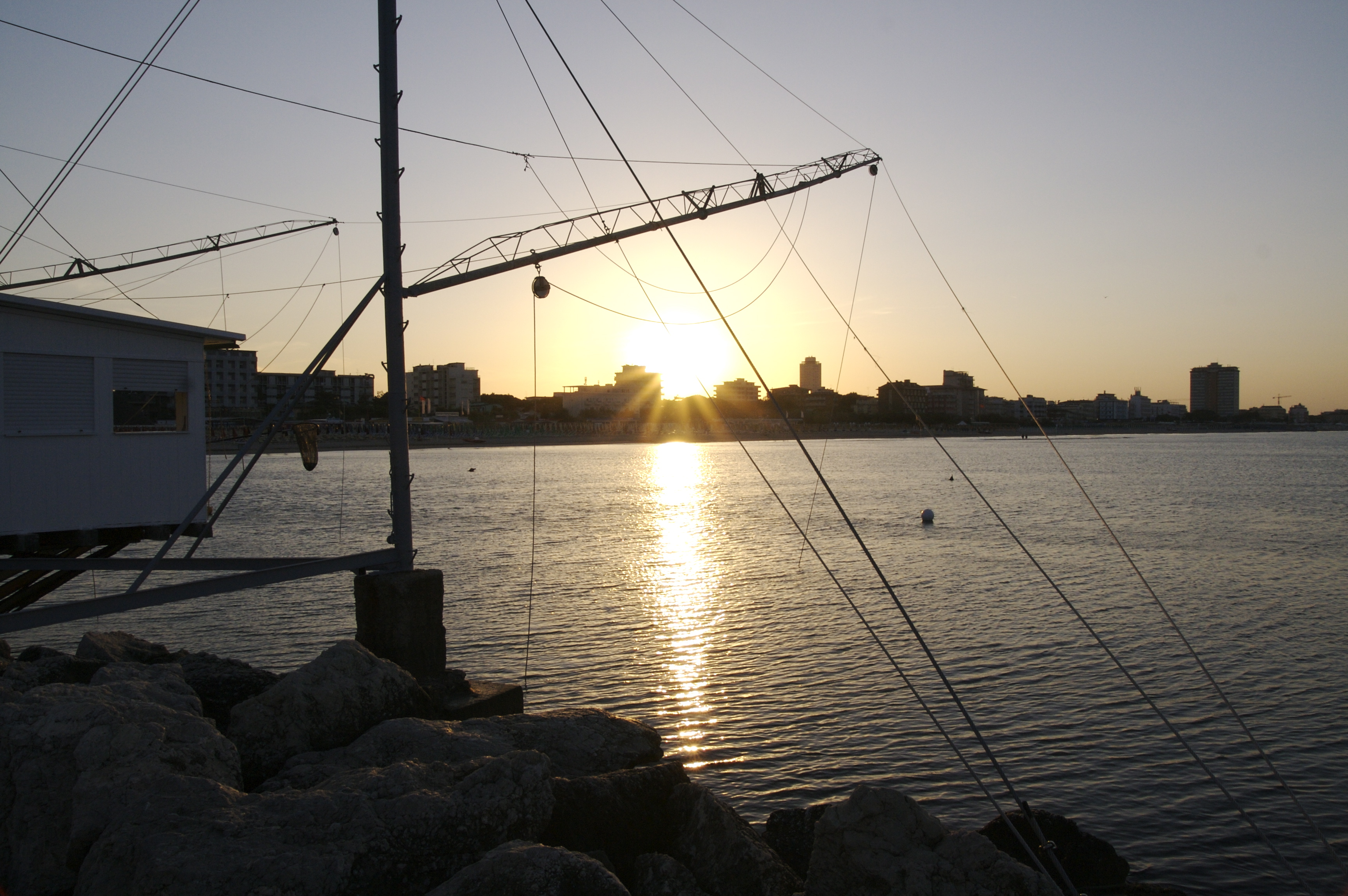
La jetée au coucher du soleil
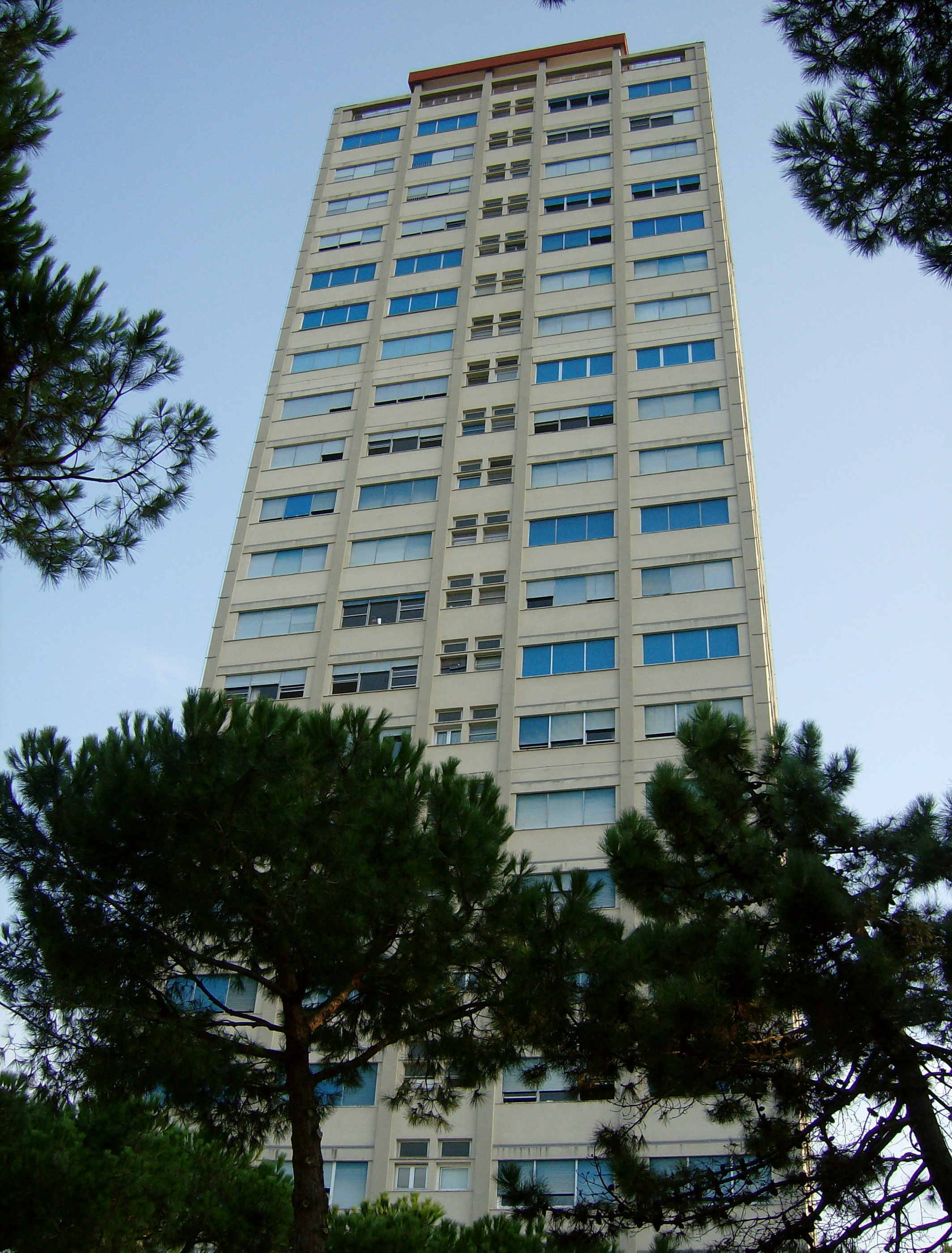
Le gratte-ciel « Marinella »
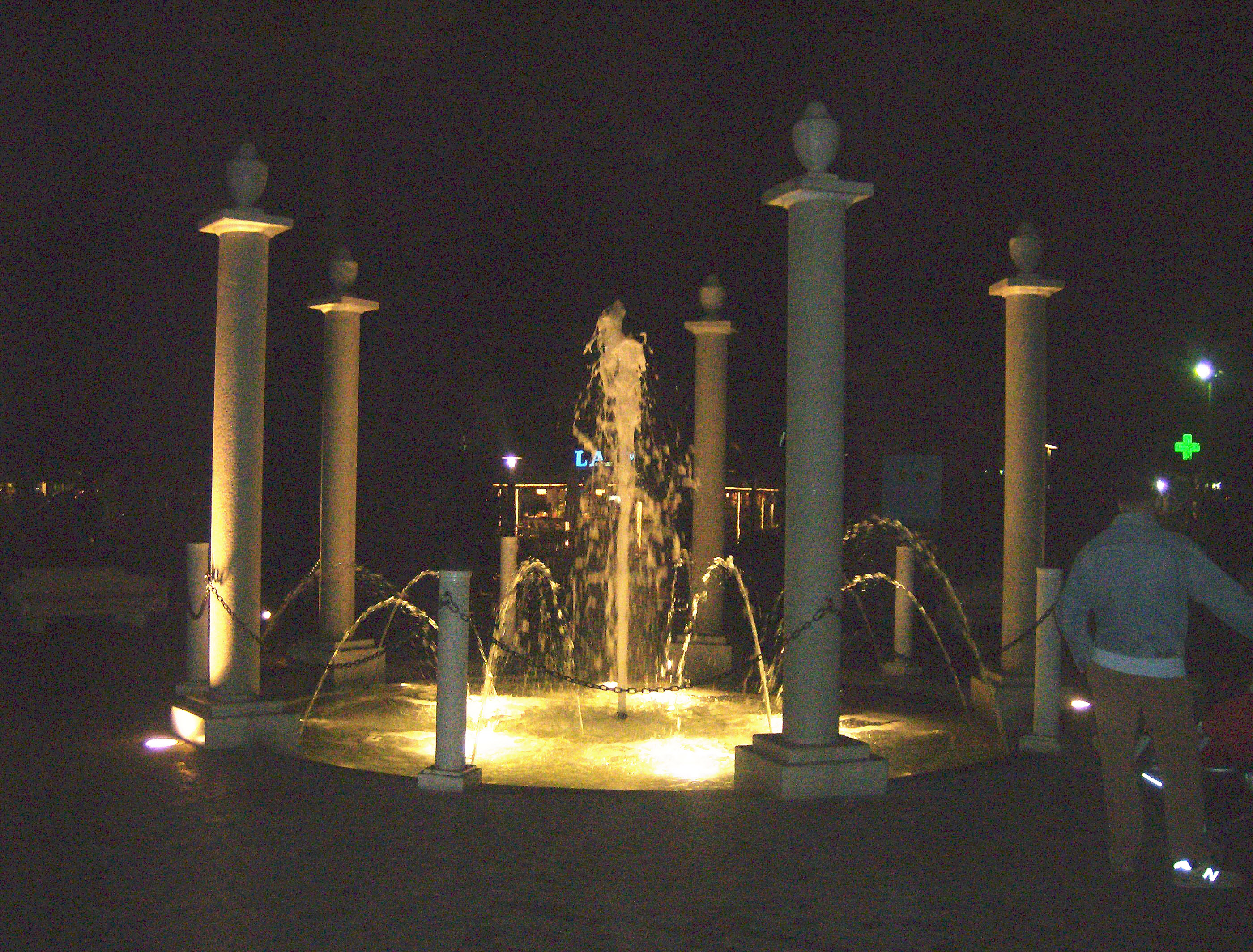
La rotonde du 1er mai
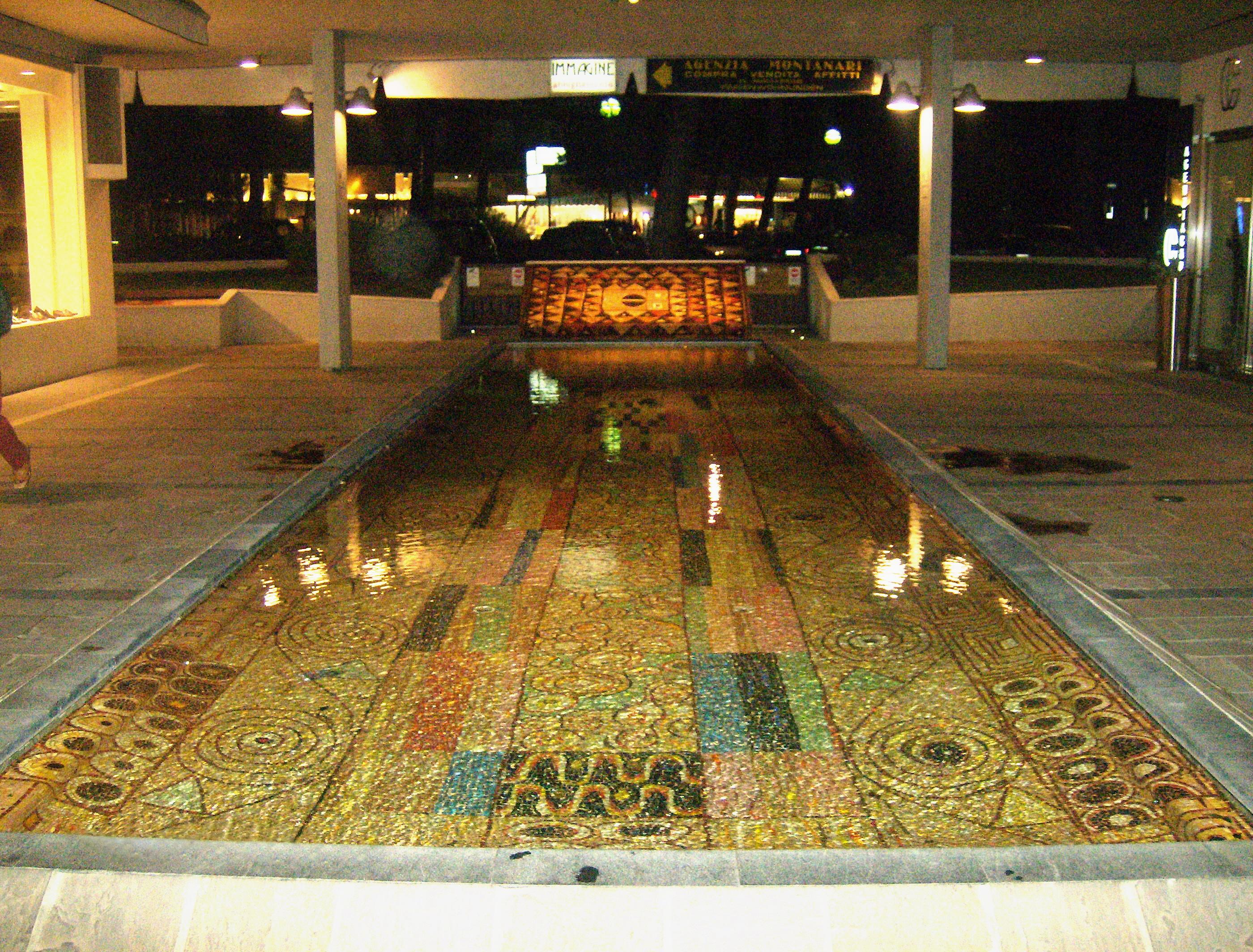
Les mosaïques de la rue Gramci
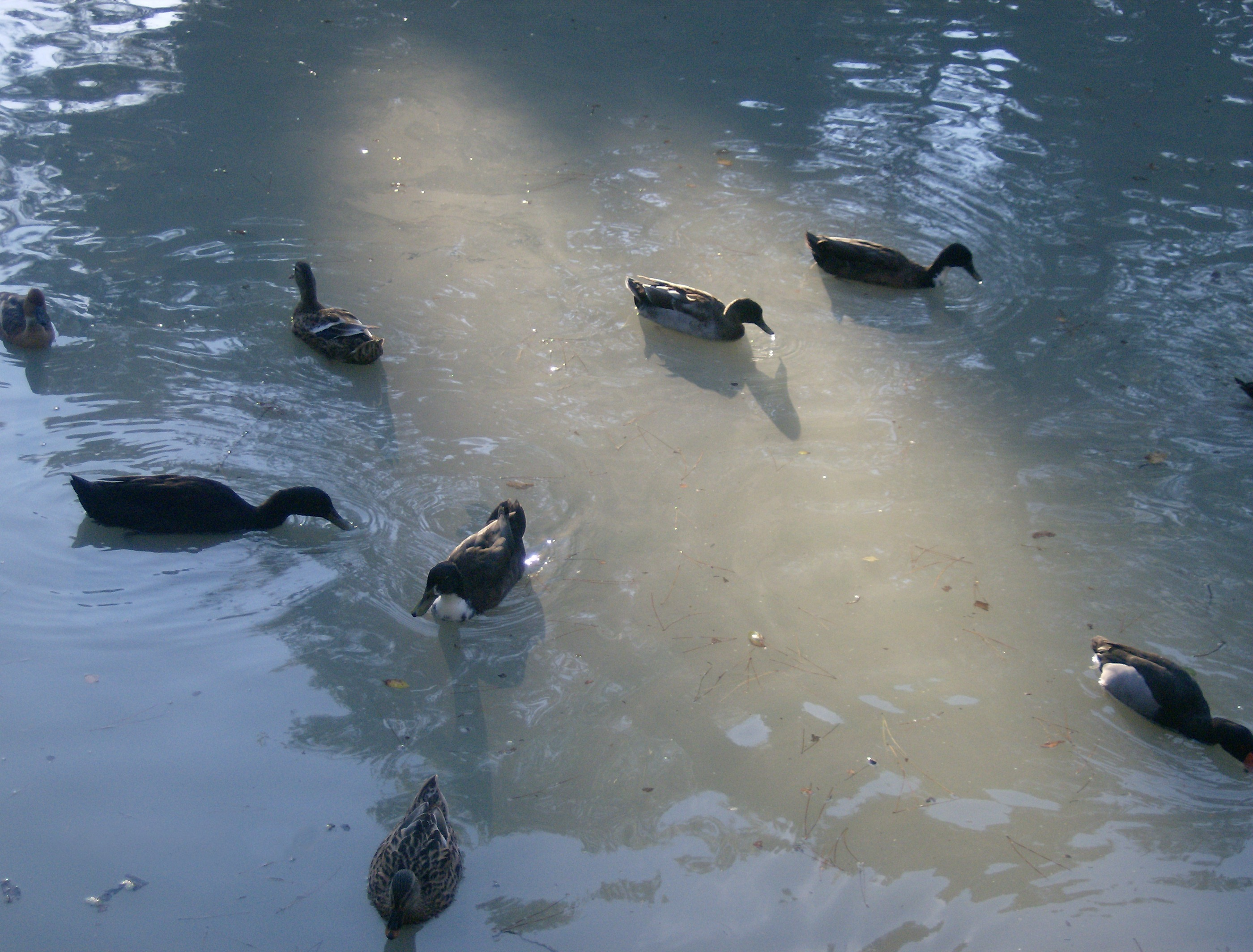
Le parc naturel